# NGC 1085
NGC 1085 (другие обозначения — UGC 2241, MCG 0-8-10, ZWG 389.8, NPM1G +03.0099, IRAS02438+0323, PGC 10498) — галактика в созвездии Кит.
Этот объект входит в число перечисленных в оригинальной редакции «Нового общего каталога».
В галактике вспыхнула сверхновая SN 2003hk типа II, её пиковая видимая звездная величина составила 17,6.
Галактика NGC 1085 входит в состав группы галактик NGC 1016. Помимо NGC 1085 в группу также входят ещё 9 галактик.